# El Ancer
El Ancer là một đô thị thuộc tỉnh Jijel, Algérie. Dân số thời điểm năm 2002 là 18.738 người.